# 亞太耶穌會學院和大學協會
亞太耶穌會學院和大學協會（英語：Association of Jesuit Colleges and Universities in Asia Pacific, AJCU-AP），是亞太耶穌會會議轄區內22 所耶穌會高等教育機構組成的協會。

## 成員
截至2019年為止，成員大學如下：
- 達沃雅典耀大學（英语：Ateneo de Davao University）
- 馬尼拉雅典耀大學
  - 羅耀拉神學院
- 那牙雅典耀大學（英语：Ateneo de Naga University）
- 三寶顏雅典耀大學（英语：Ateneo de Zamboanga University）
- 卡加延雅典耀沙勿略大學（英语：AXavier University – Ateneo de Cagayan）
- 羅耀拉庫里昂學院（英语：Loyola College of Culion）
- 聖那塔達瑪大學
- ATMI梭羅理工學院（英语：Polytechnic ATMI Surakarta）
- 伊莉莎白音樂大學（英语：Elisabeth University of Music）
- 上智大學
- 西江大學
- 輔仁大學
  - 輔仁聖博敏神學院
- 墨爾本大學新學院
- Jesuit College of Spirituality
- 緬甸領袖中心
- 聖若望德布里托研究所（英语：St. John de Britto Institute）
- 沙勿略學習社區
- 香港大學利瑪竇宿舍

## 外部連結
- 官方网站